# Presente de Natal
Presente de Natal é um longa-metragem de animação brasileiro de 1971 dirigido e produzido por Álvaro Henrique Gonçalves. É o segundo longa-metragem de animação e o primeiro colorido da história do país.

## Sinopse
João e Miriam são filhos de um trabalhador braçal pobre, que não tem como presenteá-los com itens sofisticados. Em vez disso, os irmãos ganham uma viagem a um parque de diversões. À noite, quando já estão dormindo, Papai Noel aparece e os convida para uma viagem, com o propósito de conhecer todo o Brasil, em companhia de Saci Pererê. Depois da excursão, os garotos acordam e contam o passeio aos pais.

## Elenco
- Papai Noel: Raimundo Duprat
- Pai: Edgar Garcia
- João: Zezinho Cútolo (creditado com "José Cútolo")
- Saci: Romeu de Freitas
- Miriam: Deise Celeste
- Narrador: Oswaldo Calfat

## Produção e lançamento
Presente de Natal foi realizado inteiramente em animação tradicional por Álvaro Henrique Gonçalves, amazonense, enquanto morava no estado de São Paulo. Produziu o filme sozinho, durante seis anos, sem incentivo de nenhuma empresa ou governo, em formato 35mm, contando com 140 mil fotogramas. Álvaro lançou o filme em Manaus nos dias 1.º e 2 de fevereiro de 1971, no cine Avenida. Álvaro tentou negociar o filme no estado de São Paulo, mas fracassou, pois só conseguiu uma exibição, na cidade de Santos, em 15 de julho de 1971.

## Recepção e legado
Quando lançado em Manaus em fevereiro de 1971, Presente de Natal obteve sucesso, com os jornais de Manaus dando ampla atenção ao filme. No entanto, sua popularidade foi restrita àquela cidade; desde então, o filme permanece largamente desconhecido. Ainda em 1971, A. Carvalhaes, no artigo "Situação do desenho animado no Brasil", publicado na revista Filme Cultura, escreveu:
| “ | Os traços de Álvaro não são elaborados, a perspectiva dos seus desenhos é achatada, sem relevos, como na pintura primitivista. Sua técnica é precária, mas não medíocre, e sua estória é ingênua, porém sincera. O filme atinge em cheio as crianças ainda em idade escolar. | ” |

A. Carvalhaes também disse que o filme poderia, possivelmente, ser o primeiro desenho de longa-metragem na "linha primitivista, ou ingênua", do mundo. Presente de Natal foi o primeiro longa-metragem de animação em cores do Brasil, além do segundo longa-metragem de animação no geral; o primeiro foi Sinfonia Amazônica, lançado em 1953. O livro Dicionário de filmes brasileiros, de Antônio Leão, diz que o filme foi concluído "graças à genialidade e tenacidade de seu criador".